# Eupithecia improba
Eupithecia improba es una especie de polilla de la familia Geometridae. La especie fue descrita por primera vez por András Mátyás Vojnits habiendo sido descrita en 1983, con distribución en Nepal. El holotipo de la especie fue descrita en el sector de Jubing, Nepal, a una altitud de 1600 metros (5249,3 pies).